# Janville-sur-Juine
Janville-sur-Juine is een gemeente in het Franse departement Essonne (regio Île-de-France) en telt 1788 inwoners (1999). De plaats maakt deel uit van het arrondissement Étampes.

## Geografie
De oppervlakte van Janville-sur-Juine bedraagt 10,6 km², de bevolkingsdichtheid is 168,7 inwoners per km².
De onderstaande kaart toont de ligging van Janville-sur-Juine met de belangrijkste infrastructuur en aangrenzende gemeenten.

## Demografie
Onderstaande figuur toont het verloop van het inwonertal (bron: INSEE-tellingen).